# Mont McLoughlin
Le mont McLoughlin, en anglais : Mount McLoughlin, est un volcan éteint culminant à 2 894 mètres d'altitude dans le Sud de l'Oregon, au Nord-Ouest des États-Unis. Il fait partie de la chaîne des Cascades. Il est protégé au sein de la réserve intégrale Sky Lakes et, pour la plus grande partie, de la forêt nationale de Rogue River-Siskiyou. Par son altitude et les conditions à son sommet, la montagne reste peu fréquentée.

## Toponymie
La montagne a été nommée vers 1838 en l'honneur de John McLoughlin, un commerçant de fourrures de la Compagnie de la Baie d'Hudson au XIXe siècle. Dans le passé le volcan a également porté les noms de mont Pitt (d’après la rivière Pitt), Big Butte, Snowy Butte et mont Shasty (bien que ce nom ait été attribué au mont Shasta, au sud, par l'expédition Wilkes en 1841) ; il est connu sous les noms de M'laiksini Yaina chez les Klamath et de Malsi chez les Takelma.

## Géographie
Le mont McLoughlin se situe dans le Nord-Ouest des États-Unis, au Sud de l'État de l'Oregon, dans le comté de Jackson,. La limite avec le comté de Klamath passe sur le versant oriental, du nord au sud, à une altitude maximum de 2 050 mètres. Il se trouve à moins de 50 kilomètres respectivement à l'est-nord-est de Medford et au nord-ouest de Klamath Falls, tandis que Salem, la capitale de l'État, est à 280 kilomètres au nord-nord-ouest et Portland, la ville la plus peuplée, est à près de 330 kilomètres au nord. Les côtes de l'océan Pacifique se trouvent à 150 kilomètres à l'ouest. Le sommet s'élève à 2 894 mètres d'altitude dans la chaîne des Cascades. Sa hauteur de culminance est de 1 358 mètres, ce qui en fait le sixième de l'État ; le sommet plus élevé le plus proche est le Shastina à 112 kilomètres au sud, un autre volcan de l'arc volcanique des Cascades. Le versant oriental, notamment le lac Fourmile au nord-est, appartient au bassin du Klamath, alors que le versant occidental, avec notamment le lac Fish au sud, appartient au bassin du Rogue. L'érosion glaciaire a sculpté deux cirques, au nord et au nord-est du sommet. Le volcan est constitué d'andésite et d'andésite basaltique ; il est considéré comme éteint.
La limite des arbres se situe à 2 400 mètres d'altitude. Les pentes inférieures abritent des Sapins rouges (Abies magnifica), des Pruches subalpines (Tsuga mertensiana) et des Pins tordus (Pinus contorta), ainsi que des manzanitas en sous-bois. L'étage subalpin est composé de Pins à écorce blanche (Pinus albicaulis) épars. Si le Cerf à queue noire (Odocoileus hemionus), le Wapiti de Roosevelt (Cervus canadensis roosevelti) ou l'Ours noir (Ursus americanus) sont présents, il est plus fréquent de rencontrer le Cassenoix d'Amérique (Nucifraga columbiana), le Spermophile à manteau doré (Spermophilus lateralis) et la Martre d'Amérique (Martes americana).

## Histoire
Le volcan apparaît moins de 700 000 ans BP. Trois étapes caractérisent son activité éruptive. La première se distingue par une période explosive qui forme un cône volcanique dont la hauteur remarquable avoisine 900 mètres. La présence d'un volcan bouclier ancestral sous ce cône pourrait expliquer cette anomalie. Au cours de la deuxième étape, vers 200 000 ans BP, des coulées de lave andésitique sont émises depuis le sommet du cône et l'ensevelissent. La troisième étape se caractérise par des émissions d'andésitique visqueuse depuis les abords du sommet, comme en témoignent les anciennes bouches éruptives de North et South Squaw Tip sur le versant occidental, et de lave plus fluide depuis la base du volcan, essentiellement au sud. Les coulées de lave les plus récentes ont entre 25 et 30 000 ans ; elles sont contemporaines de la dernière glaciation,.
En 1886, Arthur B. Emmons consacre quelques notes à la géologie du mont McLoughlin, mais les connaissances en la matière restent sommaires. En 1896, B.W. Evermann rapporte l'existence du glacier Sholes sur le versant septentrional ; toutefois, une nouvelle observation en 1939 signale sa disparition. En 1974, LeRoy Carson Maynard du centre de volcanologie de l’université d'Oregon mène une étude complète sur la géologie du volcan, si bien qu'elle demeure actuellement une des références en la matière ; il meurt la même année, à 29 ans, dans un crash d'hélicoptère dans l'Alaska North Slope pour le compte de Texaco.
Le mont McLoughlin a brièvement abrité, à son sommet, une cabane destinée à l'observation des incendies de forêt. Construite en 1917 avec des planches de bois et surmontée d'une coupole, elle est soufflée quelques années plus tard par les vents violents. En 1929, un nouvel édifice est bâti, avec des fondations en pierre et des câbles métalliques ancrés au sol pour retenir la partie supérieure en bois. Une vingtaine d'années plus tard, de premiers dégâts sont constatés dans sa structure. Finalement, autour de 1955, toute la partie supérieure est une nouvelle fois arrachée et seules subsistent les fondations et le plancher en bois. Ce dernier est emporté au début des années 1970. Progressivement, le mortier est fragilisé, les pierres sont effondrés par le vent et, au début des années 2000, seul demeure un angle du mur,,. Afin de communiquer, un héliographe est utilisé dans les premiers temps ; dans de bonnes conditions atmosphériques, ses signaux en morse sont visibles depuis Medford. Il est remplacé par une ligne téléphonique dont subsiste le câble, attaqué par la corrosion et ponctuellement enfoui, ainsi que des isolants plantés dans des troncs d'arbre.

## Activités

### Randonnée et ascension
L'approche du mont McLoughlin se fait depuis la route 140 par la route forestière du lac Fourmile. Le sentier qui mène au sommet le long du versant sud-est avoisinne neuf kilomètres et un dénivelé de 1 200 mètres ; l'ascension est relativement éprouvante, en raison de la roche instable, mais dépourvue de difficulté technique,. Il est possible d'emprunter ce tracé en ski de randonnée, bien qu'une plus importante variété d'itinéraires soit offerte, que ce soit dans les versants sud-est et est, avec notamment une ascension finalement dans un des cirques glaciaires, comme le long du versant sud-ouest ou du versant nord-ouest, lequel présente le plus de difficultés.

### Protection environnementale
Le mont McLoughlin est protégé depuis 1984 au sein de la réserve intégrale Sky Lakes (en anglais : Sky Lakes Wilderness) dont la superficie atteint 460 km2. Elle est gérée conjointement pour 60 % par la forêt nationale de Rogue River-Siskiyou dans sa partie orientale appartenant au comté de Jackson, qui a été créée en 1906 et couvre 6 620 km2, et pour 40 % par la forêt nationale de Fremont-Winema, dans sa partie orientale appartenant au comté de Klamath, qui a été créée également en 1906 et couvre 9 116 km2.